# محمد سعيد الملا
محمد سعيد الملا (1926 - 2 فبراير 2023) مصرفي وسياسي إماراتي.

## حياته
ولد محمد الملا في الشندغة بدبي عام 1926، عندما كان عدد سكان دبي أقل من 10000 نسمة. توفي والده، سعيد، عندما كان محمد في الثانية من عمره، كان تاجراً في صناعة اللؤلؤ، على الرغم من أن والده لم يكن معروفًا بأنشطته التجارية، إلا أنه كان معروفًا أكثر كمنظم مدني. وكان إمام مسجد الملا في الشندغة. بدأ محمد تجارته عام 1952، عندما سافر إلى بورما عبر كلكتا لشراء الخشب والقهوة والأرز. كانت صناعة اللؤلؤ مصدر الدخل الرئيسي للمدينة، وقد تعرضت للدمار نتيجة إدخال زراعة اللؤلؤ من اليابان بالإضافة إلى الكساد الكبير. وفي تلك الأثناء دخل العديد من تجار منطقة الخليج العربي، ذوي الخبرة البحرية، إلى سوق إعادة تصدير الذهب إلى الهند. كان الملا واحداً من العديد من التجار الذين دخلوا هذا المجال، وكان ناجحاً بما فيه الكفاية لدخول مجلس التجار في بداية المشاريع التجارية في دبي. وان اكتشاف النفط الذي جلب الثروة إلى بناء البنية التحتية والمشاريع. أسس الملا شركة إنشاءات في منتصف الستينيات، وفاز بعدد من المناقصات، ونتيجة لعلاقاته، كُلف بمهمة بناء أول قصر للشيخ زايد في العين. وساهم في دبي بتأسيس بنك دبي الوطني مع علي بن عبد الله العويس.

## وفاته
توفي محمد الملا في 2 فبراير 2023 عن عمر يناهز 97.